# Abdelatif Sadiki
Pour les articles homonymes, voir Sadiki.
Abdelatif Sadiki (en arabe : عبد اللطيف الصديقي), né le 15 janvier 1999, est un athlète marocain.

## Carrière
Abdelatif Sadiki obtient la médaille d'argent sur 1 500 mètres aux Championnats panarabes d'athlétisme 2021 à Radès.
Le 2 juillet 2022, à Oran, en Algérie, aux Jeux méditerranéens de 2022, il remporte la médaille d'argent sur le 1 500 mètres.
Il remporte la médaille d'or sur le 1 500 mètres aux Jeux de la solidarité islamique de 2022 à Konya, aux Championnats panarabes d'athlétisme 2023 à Marrakech ainsi qu'aux Jeux panarabes de 2023 à Oran.